# 贝内迪克特博伊恩修道院圣本笃圣殿
圣本笃圣殿（Basilika St. Benedikt und Klosterbasilika）原为本笃会修道院教堂，现为罗马天主教堂区教堂，位于德国贝内迪克特博伊恩。该建筑是上巴伐利亚州乡村最早的重要巴洛克教堂之一。1972年升格为宗座圣殿。